# Can Llobateres
Can Llobateres es un yacimiento paleontológico del Mioceno superior que data de unos 9.5 millones de años. Está situado en la sierra de Sant Iscle, en el municipio de Sabadell (Vallés Occidental), próximo a la masía de la que recibe el nombre. Fue descubierto en 1926 por Miquel Crusafont. Tras diversos periodos de inactividad en las excavaciones en 1990 se reinician en el denominado CLL-2 donde el equipo liderado por Salvador Moyà Solà descubre el primer esqueleto homínido miocénico conocido en el mundo.
En el yacimiento se ha localizado el más amplio registro de un homínido primitivo de la especie Hispanopithecus laietanus, cuyo esqueleto fósil más completo se conoce como «Jordi».
En 2022 fue considerado por la National Geographic Society como uno de los 17 yacimientos paleontológicos más importantes de la península ibérica.

## Localización
El yacimiento Can Llobateres se encuentra situado en el término municipal de Sabadell, en el margen izquierdo de la carretera de Sabadell a Mollet entre el kilómetro dos y tres. Los terrenos son propiedad de la Diputación de Barcelona tras su cesión de la casa Sandoz.
Geologicamente el yacimiento forma parte del complejo continental superior que rellena la fosa tectónica del Vallés-Panadés. El yacimiento forma parte de la secuencia del valle del río Ripoll.

## Historia
El descubrimiento del Vallés-Panadés  como zona excepcional de interés paleomastológico se remonta a principios del siglo XX con los hallazgos del Canónigo Almera y el boticario de Tarrasa Benessat, el geólogo Palet i Barbé, el padre Solé de las Escuelas Pias y el sacerdote Bataller del Seminario Conciliar de Barcelona.
Can Llobateres era sin embargo desconocido hasta ser descubierto en 1926 a raíz de la apertura de la carretera entre Sabadell y Mollet, por un excursionista y aficionado a la mineralogía que tras el descubrimiento del yacimiento se encaminó a la investigación de vertebrados fósiles: el Doctor Miguel Crusafont. En 1930 Crusafont realiza la primera publicación sobre Can Llobateres, un artículo periodístico titulado: El nou jaciment fossilífer de Can Llobateres, publicado en el Boletín del Centro de Excursionista de Sabadell.
Terminada la Guerra Civil en España, en 1943, iniciada ya la colaboración entre Crusafont y José Fernández Villalta dan a conocer la primera lista de fauna indicando además la existencia de dos localidades con presencia de restos fósiles: Can Llobateres-1 y Can Llobateres-2. El primero CL-1 es el que se encuentra en los niveles estratigráficos más antiguos está datado de 9,7 millones de años, mientras que CL-2 está datado de unos 9,5 millones de años.
La segunda publicación de Crusafont-Villata fue en 1948 ampliando la lista faunística y diez años más tarde, en 1958 se dio a conocer el primer resto de primate del yacimiento. Durante la siguiente década Can Llobateres se convirtió en el yacimiento europeo más rico en restos de primates.
En 1956 empezó a trabajar en la zona una tejar  que facilitó el acceso a la capa fosilífera. Entre 1956 y 1960 los mismos obreros fueron recogiendo materiales. 
En 1958 se excavó por primera vez con subvención oficial del Ayuntamiento de Sabadell y la Caixa de Pensions. La colaboración entre Crusafont y el paleontólogo suizo J. Hürzeler permitió desarrollar un plan de estudio del yacimiento y se buscaron fondos para la excavación. Como resultado, la empresa suiza Sándoz adquirió los terrenos que cedió al Instituto de Paleontología hasta terminar la investigación.
Los primeros trabajos realizados por Crusafont habían permitido recuperar dientes aislados y algunos fragmentos de mandíbula. En 1981 se retoman las excavaciones y se recuperaron diez restos aislados de primates. 
En 1986 la casa Sandoz propietaria de los terrenos los cede a la Diputación de Barcelona con el objetivo de que el Instituto de Paleontología pueda desarrollar sus trabajos de excavación. 
La totalidad de los fósiles encontrados se localizan en CL-1 pero en 1990 se excava en los niveles estratigráficos de CL-2 y en 1991 se recuperan los restos craneales y esqueléticos de un homínido fósil Hispanopithecus laietanus (inicialmente identificado como Dryopithecus laietanus). La excepcionalidad del hallazgo motivó que fuera bautizado con el nombre popular de «Jordi». El hallazgo fue obra del equipo liderado por el investigador Salvador Moyà Solà. 
Una vez restaurados y realizados los moldes fueron organizados obteniéndose por primera vez una reconstrucción muy completa de su morfología facial. El trabajo fue publicado en 1993  y 1995 (Moyà Solà y Köhler). El estudio del único hueso del oído interno que se conoce de un homínido del mioceno en todo el mundo permite identificar Dryopithecus como un miembro clave de los antropoides vivos.
En 1992 se localizó otros restos, entre ellos dos femurs casi completos del mismo individuo. Durante los siguientes años continuó recuperándose materiales.
Existen otros restos todavía no publicados atribuidos al género Hispanopithecus recuperados en 1999 durante la intervención preventiva a las obras de la EDAR (Estación Depuradora de las Aguas del Río Ripoll), cerca del yacimiento de Can Llobateres. 
En el año 2010 un equipo del Instituto Catalán de Paleontología Miquel Crusafont liderado por David Martínez Alba reinició las excavaciones en Can Llobateres con la esperanza de recuperar más restos de primates y conseguir nuevos datos para la contextualización de las condiciones ambientales durante el periodo de formación de este yacimiento.
También se iniciaron excavaciones en el yacimiento mioceno de Castell de Barberà.